# Château de La Rama
Le château de La Rama ou Ramas est un édifice situé à Bellerive-sur-Allier, dans le centre de la France.

## Localisation
Le château est situé sur le territoire de la commune de Bellerive-sur-Allier, dans le département de l'Allier, en région Auvergne-Rhône-Alpes.

## Description
Il subsiste de l’ancien château un pigeonnier du XVe siècle. La construction actuelle s’organise autour d’un logis rectangulaire avec une aile épaulée d’une tour ronde et une aile en retour d’équerre, de style néogothique du XIXe siècle. Au centre, un avant-corps est surmonté d’un fronton triangulaire. Un écusson sculpté dans la pierre porte les armes d'Antoine Fournier de Tony qui, en 1787, acheta la seigneurie de La Rama,.

## Historique
Le fief de La Rama était important et comprenait, au XIVe siècle, plus de 15 domaines répartis sur plusieurs paroisses. Ce château a appartenu à Antoine Fournier de Tony (1759-1827), qui y est mort.
Le château est inscrit à l'inventaire général du patrimoine culturel.